# Gonuris leonnatus
Gonuris leonnatus är en fjärilsart som beskrevs av William Schaus 1914. Gonuris leonnatus ingår i släktet Gonuris och familjen nattflyn. Inga underarter finns listade i Catalogue of Life.